# کیرنباخ (ولفاخ)
کیرنباخ (به آلمانی: Kirnbach) یک منطقهٔ مسکونی در آلمان است که در ولفاخ واقع شده‌است.